# Goyoppia longissima
Goyoppia longissima är en kvalsterart som först beskrevs av Wen 1987.  Goyoppia longissima ingår i släktet Goyoppia och familjen Oppiidae. Inga underarter finns listade i Catalogue of Life.